# جامعة فيرجينيا الغربية مدرسة الطب
جامعة فيرجينيا الغربية مدرسة الطب (بالإنجليزية: West Virginia University School of Medicine)‏ هي إحدى الكليات لتدريس الطب في الولايات المتحدة الأمريكية. تقع في مدينة مورغانتاون في ولاية فيرجينيا الغربية الأمريكية. نوع الشهادة الطبية التي يتم تحصيلها هناك هي دكتور في الطب.